# إرنست ليندمان
إرنست ليندمان (بالألمانية: Ernst Lindemann) هو ضابط بالبحرية الألمانية ‏ ألماني، ولد في 28 مارس 1894 في آلتنكيرشن في ألمانيا، وتوفي في 27 مايو 1941 في المحيط الأطلسي.